# Razan megye

Hamadn tartomány megyéinek elhelyezkedése

Razan megye (perzsául: شهرستان رزن) Irán Hamadán tartománynak egyik északkeleti megyéje az ország nyugati részén. Északon és északkeleten Kazvin tartomány, keleten Markazi tartomány, azon belül Száve megye, délen Fámenin megye, délnyugatról és nyugatról Kabudaráhang megye határolják. Székhelye a  11 000 fős Razan városa. Második legnagyobb városa a 9300 fős Korve-je Dargazin. További városa még: Damak. A megye lakossága 111 120 fő. A megye három további kerületre oszlik: Központi kerület, Szard-rud kerület és Korve-je Dargazin kerület.

## Fordítás
- Ez a szócikk részben vagy egészben  a   Razan County című angol Wikipédia-szócikk ezen változatának fordításán alapul.  Az eredeti cikk szerkesztőit annak laptörténete sorolja fel. Ez a jelzés csupán a megfogalmazás eredetét és a szerzői jogokat jelzi, nem szolgál a cikkben szereplő információk forrásmegjelöléseként.